# Mannschaftsmeisterschaft in Judo 1966
Die Mannschaftsmeisterschaft 1966 ermittelte zum 8. Mal den Österreichischen Mannschaftsmeisters im Judo. Sie wurde vom Österreichischen Judoverband ausgetragen. Sieger war zum 1. Mal der Vereinsgeschichte der PSV Salzburg.

## Abschlusstabelle
| Position | Mannschaft   | Stadt    |
| 1        | PSV Salzburg | Salzburg |

Stand: 2025-01-13